# Pecq
Pecq é um município da Bélgica localizado no distrito de Tournai, província de Hainaut, região da Valônia.

## Geografia
| Divisas com as seções (deelgemeenten) das comunas vizinhas: \| - a. Pottes (Celles) - b. Molenbaix (Celles) - c. Mont-Saint-Aubert (Tournai) - d. Kain (Tournai) - e. Ramegnies-Chin (Tournai) - f. Bailleul (Estaimpuis) - g. Estaimbourg (Estaimpuis) - h. Saint-Léger (Estaimpuis) - i. Dottignies (Mouscron) - j. Espierres (Spiere-Helkijn) \| |
| - a. Pottes (Celles) - b. Molenbaix (Celles) - c. Mont-Saint-Aubert (Tournai) - d. Kain (Tournai) - e. Ramegnies-Chin (Tournai) - f. Bailleul (Estaimpuis) - g. Estaimbourg (Estaimpuis) - h. Saint-Léger (Estaimpuis) - i. Dottignies (Mouscron) - j. Espierres (Spiere-Helkijn)                                                                   |

### Subdivisões da comuna
As 5 seções da comuna (deelgemeenten):
| - I. Pecq - II. Warcoing - III. Hérinnes - IV. Obigies - V. Esquelmes |